# 1098 w literaturze
Wydarzenia literackie w 1098 roku.

## Urodzili się
- Hildegarda z Bingen, święta Kościoła katolickiego i pisarka (zm. 1179)